# さだまさしライブベスト
『さだまさしライブベスト』は、2007年に発表されたさだまさしのライブ・アルバム（ベスト・アルバム）である。

## 解説
2007年までに発売されたアルバムのうち
1. 随想録（エッセイ）（LP2枚組+アンコールシングル1枚→CD2枚組）（1979年）』
2. 書簡集 10th ANNIVERSARY 八夜連続コンサート"時の流れに"ライヴ（10枚組）（1984年）-10周年コンサート
3. 親展 さだまさし10th ANNIVERSARY 八夜連続コンサート"時の流れに"ライヴ（1985年）-上記『書簡集』より抜粋したダイジェスト版
4. 1000回記念コンサート・ライヴ-'85さだまさし-（カセット2本組→CD3枚組）（1985年）
5. 昭和63〜64年東京ベイNKホール「ゆく年くる年コンサート」LIVE 十五周年漂流記（1989年）（2枚組）
6. 夏・長崎から'89（2枚組）（1989年）
7. さだまさし白書〜リサイタル'92〜（3枚組）（1992年）
8. LIVE二千一夜（3枚組）（1993年）-第2001回目のコンサート
9. のちのおもひに（12枚組）（1994年）-20周年コンサート
10. 交響詩（2枚組）（1995年）-シンフォニク・フォーク・コンサート
11. 響の森さだまさし25周年記念ライブ（3枚組） （1999年）-25周年コンサート
12. 瑠璃光 薬師寺ライヴ2001（3枚組）
13. 燦然會 コンサート3000回達成記念集會（2002年）
14. 月虹 第一夜〜第四夜（12枚組）（2003年）-30周年コンサート（前半）
15. 月虹 第五夜〜第八夜（12枚組）（2003年）-30周年コンサート（後半）
16. 3333in日本武道館（6枚組）（2005年）

以上のアルバムから楽曲を選曲している。選曲はさだまさしのヒット曲に加え、「修二会」「胡桃の日」などコンサート上のアレンジとオリジナルバージョンのアレンジが大きく変わった楽曲（ライブで「化けた曲」）の選出がなされている。

## 収録曲
| 全作詞・作曲: さだまさし（DISC-3「桃花源」を除く）。 |                                                       |                                      |                                      |                                        | |
| #                                                    | タイトル                                              | 作詞                                 | 作曲・編曲                           | 編曲                                   | 解説 |
| 1.                                                   | 「Overture〜交響楽」(シンフォニー)                    | さだまさし（DISC-3「桃花源」を除く） | さだまさし（DISC-3「桃花源」を除く） | 渡辺俊幸                               | 『随想録』より。ストリングスのチューニングも収録。 |
| 2.                                                   | 「まんまる」                                          | さだまさし（DISC-3「桃花源」を除く） | さだまさし（DISC-3「桃花源」を除く） | 吉川忠英                               | 『1000回記念コンサート・ライヴ』より。 |
| 3.                                                   | 「敗戦投手」                                          | さだまさし（DISC-3「桃花源」を除く） | さだまさし（DISC-3「桃花源」を除く） | 渡辺俊幸                               | 『随想録』より。 |
| 4.                                                   | 「恋愛症候群 -その発病及び傾向と対策に関する一考察-」 | さだまさし（DISC-3「桃花源」を除く） | さだまさし（DISC-3「桃花源」を除く） | さだまさし                             | 『1000回記念コンサート・ライヴ』より。シングル盤に収録されたものと同テイク。 |
| 5.                                                   | 「黄昏迄」                                            | さだまさし（DISC-3「桃花源」を除く） | さだまさし（DISC-3「桃花源」を除く） | 服部克久                               | 『書簡集』より。この収録の約10日後、エレキ・ギターの福田幾太郎は交通事故死している。 |
| 6.                                                   | 「転宅」                                              | さだまさし（DISC-3「桃花源」を除く） | さだまさし（DISC-3「桃花源」を除く） | 渡辺俊幸                               | 『随想録』より。演奏はサーカス（亀山社中の前身）によるものである。普段はエレキ・ギターを弾く福田幾太郎がアコースティック・ギターを弾いている。 |
| 7.                                                   | 「道化師のソネット」                                  | さだまさし（DISC-3「桃花源」を除く） | さだまさし（DISC-3「桃花源」を除く） | 渡辺俊幸                               | 『書簡集』より。シングル盤のバージョンとは若干演奏が異なる。 |
| 8.                                                   | 「絵はがき坂」                                        | さだまさし（DISC-3「桃花源」を除く） | さだまさし（DISC-3「桃花源」を除く） | 渡辺俊幸                               | 『書簡集』より。リコーダーで演奏される部分がマリンバに変更されている。 |
| 9.                                                   | 「つゆのあとさき」                                    | さだまさし（DISC-3「桃花源」を除く） | さだまさし（DISC-3「桃花源」を除く） | 渡辺俊幸                               | 『書簡集』より。途中に声が裏返るところがある。また、オリジナルでは2番のサビの後"めぐりあうときは〜 君は最後まで優しかった"のリフレインが入りフェードアウトするが本作では省略されコーダが新設されている。                                               |
| 10.                                                  | 「胡桃の日」                                          | さだまさし（DISC-3「桃花源」を除く） | さだまさし（DISC-3「桃花源」を除く） | 渡辺俊幸                               | 『書簡集』より。宅間のマリンバが前面に出されている。 |
| 11.                                                  | 「空蟬」(うつせみ)                                    | さだまさし（DISC-3「桃花源」を除く） | さだまさし（DISC-3「桃花源」を除く） | 渡辺俊幸/ステージ・アレンジ:福田郁次郎 | 『書簡集』より。曲の終結部に蒸気機関車のSE（効果音）が入る。 |
| 12.                                                  | 「前夜（桃花鳥）」(ニッポニア・ニッポン)              | さだまさし（DISC-3「桃花源」を除く） | さだまさし（DISC-3「桃花源」を除く） | 渡辺俊幸                               | 『書簡集』より。アルバムバージョンと違い、1番の後にギターによる間奏がある。 |
| 13.                                                  | 「晩鐘」                                              | さだまさし（DISC-3「桃花源」を除く） | さだまさし（DISC-3「桃花源」を除く） | 渡辺俊幸                               | 『書簡集』より。ビデオ作品としてのちに発表された『10周年記念コンサート』（『書簡集』のビデオ版）の映像を見ればわかるように、さだはアコースティック・ギターを弾いているが、ブックレット巻末にあるミュージシャン表の該当欄には「ボーカル」表記しかない。 |

| #   | タイトル                                       | 作詞 | 作曲・編曲 | 編曲                                 | 解説 |
| --- | ---------------------------------------------- | ---- | ---------- | ------------------------------------ | --- |
| 1.  | 「春雷」                                       |      |            | 渡辺俊幸                             | 『十五周年漂流記』より。若干ではあるが最後にノイズが入る。 |
| 2.  | 「長崎小夜曲」                                 |      |            | 渡辺俊幸                             | 『十五周年漂流記』より。オリジナル・バージョンより大幅にアップテンポになっている。 |
| 3.  | 「奇跡〜大きな愛のように〜」                   |      |            | 渡辺俊幸                             | 『さだまさし白書』より。最後の歌詞が一部省略されている。 |
| 4.  | 「飛梅」                                       |      |            | 渡辺俊幸/ステージ・アレンジ:石川鷹彦 | 『LIVE二千一夜』より。 |
| 5.  | 「掌」                                         |      |            | さだまさし                           | 『LIVE二千一夜』より。オリジナル・バージョンとは歌い方が少し異なる。 |
| 6.  | 「異邦人」                                     |      |            | 渡辺俊幸/ステージ・アレンジ:石川鷹彦 | 『月虹』より。 |
| 7.  | 「関白宣言」                                   |      |            | さだまさし、福田郁次郎               | 『のちのおもひに』より。ラストでは、客のアンコールにも応えアッチェレランドの限界への挑戦アンコールが行われているため収録時間は11分となっている。                                                        |
| 8.  | 「あなたを愛したいくつかの理由」               |      |            | 服部隆之                             | 『夏・長崎から'89』より。佐田玲子とのデュエット。 |
| 9.  | 「デイジー」                                   |      |            | 服部隆之                             | 『のちのおもひに』より。1番の歌詞が変えられている。 |
| 10. | 「Bye Bye Guitar（ドゥカティにボルサリーノ）」 |      |            | 服部隆之                             | 『のちのおもひに』より。これが歌われた1994年は今作のモデルの福田幾太郎の死後10年あまりであったので、1989年のオリジナルでは"片手ほど年を"（=5年）であった歌詞が"両手ほど年を"（=10年）に変えられている。 |
| 11. | 「邪馬臺」                                     |      |            | 渡辺俊幸                             | 『のちのおもひに』より。 |
| 12. | 「まほろば」                                   |      |            | 渡辺俊幸                             | 『LIVE二千一夜』より。オリジナル・バージョンにはないコーダが付け足されている。 |

| 「桃花源」は作詩:さだまさし/作曲:劉家昌 |                                             |      |            |                                        | |
| #                                       | タイトル                                    | 作詞 | 作曲・編曲 | 編曲                                   | 解説 |
| 1.                                      | 「主人公」                                  |      |            | 渡辺俊幸                               | 『のちのおもひに』より。1993年の第44回NHK紅白歌合戦の時と同じアレンジで、オリジナル・バージョンとは印象が異なる。 |
| 2.                                      | 「指定券」                                  |      |            | 渡辺俊幸/ステージ・アレンジ:倉田信雄   | 『月虹』より。オリジナル・バージョンにはあったSE（東京駅の発車アナウンス）がない。 |
| 3.                                      | 「夢」                                      |      |            | 渡辺俊幸                               | 『のちのおもひに』より。 |
| 4.                                      | 「春告鳥」                                  |      |            | 渡辺俊幸                               | 『のちのおもひに』より。 |
| 5.                                      | 「無縁坂」                                  |      |            | さだまさし/ステージ・アレンジ:石川鷹彦 | 『燦然會』より。 |
| 6.                                      | 「桃花源」                                  |      |            | 渡辺俊幸                               | 『燦然會』より。 |
| 7.                                      | 「舞姫」                                    |      |            | 渡辺俊幸/ステージ・アレンジ:倉田信雄   | 『瑠璃光』より。オリジナル・バージョンにはないヴァイオリン・ソロが入り、イントロはピアノの演奏が新たに加えられた。 |
| 8.                                      | 「秋桜」                                    |      |            | 渡辺俊幸                               | 『響の森』より。山口百恵のオリジナル・バージョンに近いアレンジ |
| 9.                                      | 「虹〜ヒーロー〜」                          |      |            | 渡辺俊幸                               | 『のちのおもひに』より。この曲は収録当時、未発表（さだまさし、雪村いづみ共に）であった。 |
| 10.                                     | 「天然色の化石」                            |      |            | さだまさし                             | 『3333in日本武道館』より。 - 1990年のオリジナル・バージョンのロックスタイルではなく、ギター1本の弾き語り形式。歌詞の"GOD BLESS YOU"が削除されている。このテイクを聞いた渡辺俊幸が感銘をうけ、編曲したのが「天然色の化石2006」である。 - このテイクのアレンジにチキンガーリックステーキのコーラスを加えたバージョンが『さだまさしベスト3〜讃』に収録されている。 - 35周年コンサートなどでは旧アレンジで演奏され歌詞の"GOD BLESS YOU"が復活している。2013年のバージョンでは1番にはその箇所が無く、2番から有る。 |
| 11.                                     | 「フレディもしくは三教街 -ロシア租界にて-」 |      |            | 吉田弥生                               | 『交響詩』より。吉田弥生のピアノだけの演奏で、オリジナル・バージョンとアレンジも異なる。 |
| 12.                                     | 「防人の詩」                                |      |            | 渡辺俊幸                               | 『交響詩』より。オーケストラ・アレンジである。 |
| 13.                                     | 「風に立つライオン」                        |      |            | 渡辺俊幸                               | 『交響詩』より。 |

| 「北の国から」は作曲のみ |                                     |      |            |                                                      | |
| #                        | タイトル                            | 作詞 | 作曲・編曲 | 編曲                                                 | 解説 |
| 1.                       | 「北の国から〜遙かなる大地より〜」  |      |            | 服部隆之                                             | 『月虹』より。1番は演奏のみ。                                                                                |
| 2.                       | 「桜散る」                          |      |            | 渡辺俊幸/ステージ・アレンジ:倉田信雄                 | 『燦然會』より。当日のコンサートで急きょ演奏されたという。                                                   |
| 3.                       | 「案山子」                          |      |            | 渡辺俊幸                                             | 『燦然會』より。                                                                                             |
| 4.                       | 「本当は泣きたいのに」              |      |            | 石川鷹彦/弦編曲:服部隆之/ステージ・アレンジ:倉田信雄 | 『月虹』より。                                                                                               |
| 5.                       | 「極光」(オーロラ)                  |      |            | 渡辺俊幸                                             | 『月虹』より。                                                                                               |
| 6.                       | 「精霊流し」                        |      |            | さだまさし/ステージ・アレンジ:倉田信雄               | 『月虹』より。グレープ時代の相棒である吉田政美もギターで参加している。                                       |
| 7.                       | 「セロ弾きのゴーシュ」              |      |            | 渡辺俊幸/ステージ・アレンジ:服部隆之                 | 『月虹』より。                                                                                               |
| 8.                       | 「雨やどり」                        |      |            | 渡辺俊幸/ステージ・アレンジ:石川鷹彦、小池弘之       | 『月虹』より。                                                                                               |
| 9.                       | 「October〜リリー・カサブランカ〜」 |      |            | 服部隆之                                             | 『月虹』より。                                                                                               |
| 10.                      | 「ソフィアの鐘」                    |      |            | 渡辺俊幸                                             | 『月虹』より。                                                                                               |
| 11.                      | 「療養所」(サナトリウム)            |      |            | 渡辺俊幸                                             | 『燦然會』より。冒頭で音を外している。                                                                       |
| 12.                      | 「修二会」                          |      |            | 渡辺俊幸                                             | 『燦然會』より。オリジナル・バージョンより大幅に激しい曲調で、このテイクを基にしたカラオケが配信されている。 |
| 13.                      | 「小さな手」                        |      |            | 渡辺俊幸                                             | 『燦然會』より。                                                                                             |

この時期に発表したさだの作品はすべて作詞ではなく「作詩」とクレジットされている。